# Otto Höpfner
Otto Höpfner (Mainz, 6 november 1924 - Parijs, 31 januari 2005) was een Duitse presentator.

## Jeugd en opleiding
Otto Höpfner doorliep een slagersopleiding en werkte kortstondig in het bedrijf van zijn ouders, voordat hij besloot om in de amusementswereld te gaan werken. Hij nam zang- en piano-onderricht, trad op tijdens het Mainzer carnaval en won in 1952 een presentatorwedstrijd van de HR. 

## Carrière
Bij de radio presenteerde hij vanaf 1952 de Frankfurter Wecker, waarmee hij grote populariteit kreeg. In 1957 werd hij presentator van de populaire tv-show Zum Blauen Bock, een virtuele gastenkamer, waarin hij gasten inviteerde. Aan het eind van de jaren 1950 was hij als eerste gastheer van deze uitzending een van de populairste tv-sterren in Duitsland. Wegens een ruzie met de HR over zijn salaris droeg hij de uitzending in 1966 over aan Heinz Schenk, hetgeen hij later als zijn grootste fout omschreef. Naar een kort vertoon bij de WDR accepteerde hij bij het ZDF het programma Stelldichein beim Wein, dat gelijkenis vertoonde met Zum Blaue Bock. Deze uitzending werd een flop en werd na dertien afleveringen stopgezet. Hij werd ontslagen en moest derhalve zijn televisie-carrière in 1969 beëindigen.

## Verdere activiteiten
Daarna werkte hij als conferencier bij modeshows, trad op bij volksfeesten, koffiereisjes en bedrijfsfeesten, maakte cabaret en acteerde in het theater.
In 1972 was hij nogmaals te zien op tv. Hij presenteerde de Mainzer carnavalszitting Mainz wie es singt und lacht. Het experiment om elementen van de toenmalige amusementscultuur in het tv-carnaval te introduceren, werden hem door critici en het publiek niet in dank afgenomen.

## Privéleven en overlijden
Höpfner sleet zijn laatste levensdagen in Wilhelmsfeld, een gemeente in Baden-Württemberg, waar hij ook werd bijgezet. Hij overleed op 31 januari 2005 op 80-jarige leeftijd in Parijs. Hij was een gepassioneerd wijndrinker, maar de in de Blaue Bock geprezen Frankfurter Äppelwoi was niet zijn favoriet.